# 阿佛洛狄忒斯

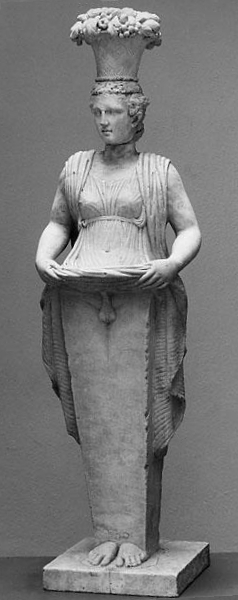
斯德哥尔摩国家博物馆里面的阿佛洛狄忒斯像

阿佛洛狄忒斯，为希腊神话中男性化的阿佛洛狄忒。阿佛洛狄忒斯具备如同阿佛洛狄忒的女性外表与衣着，并同时具备胡须与菲勒斯。公元前4世纪，该神即从塞浦路斯传播到雅典。
后来的赫马佛洛狄忒斯即源出阿佛洛狄忒斯。